# Girmont-Val-d'Ajol
Pour l’article homonyme, voir Girmont.
Girmont-Val-d'Ajol est une commune française située dans le massif des Vosges dans le département des Vosges, en région Grand Est.
Ses habitants sont appelés les Girmontois.

## Géographie

### Localisation

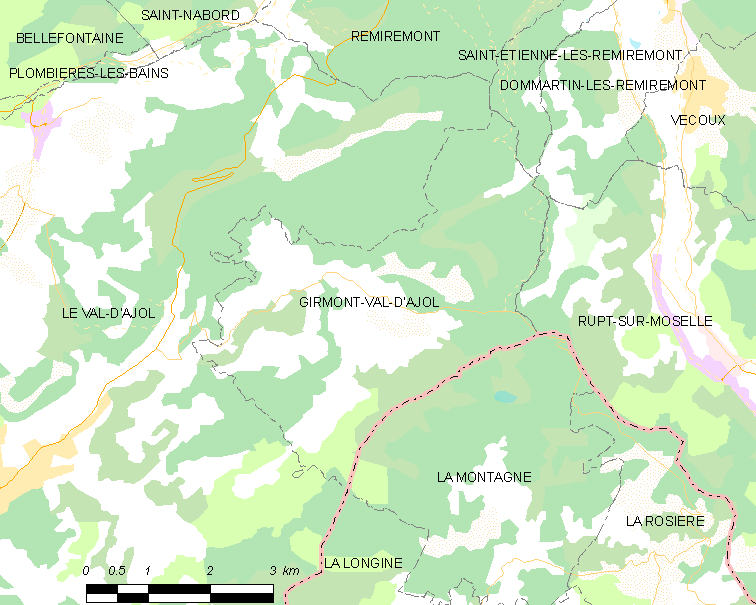
Situation géographique de Girmont-Val-d’Ajol.

Ce petit village est situé aux confins de la Haute-Saône, à 8 km du Val-d'Ajol, 14 km de Remiremont et 40 km d'Épinal. L'altitude varie de 550 m à la Houssière à 750 m aux Graviers (la Tête des Mozets), le village se trouve lui à l'altitude de 623 m.
| Le Val-d'Ajol | Le Val-d'Ajol          | Saint-Étienne-lès-Remiremont Dommartin-lès-Remiremont |
| Le Val-d'Ajol | Girmont-Val-d'Ajol     | Rupt-sur-Moselle                                      |
| Le Val-d'Ajol | La Longine Haute-Saône | La Montagne Haute-Saône                               |

### Géologie et relief
C'est une des cent quatre-vingt-dix huit communes adhérentes au parc naturel régional des ballons des Vosges réparties sur quatre départements : les Vosges, le Haut-Rhin, le Territoire de Belfort et la Haute-Saône.
Le village est situé en montagne aux abords ouest du massif des Vosges. Le relief y est peu marqué du fait que le village est déjà situé à une certaine altitude sur les plateaux du massif montagneux entre Rupt-sur-Moselle (vallée de la Haute Moselle) et Le Val-d'Ajol (Vallée de la Combeauté).
Situé au cœur du massif, de nombreux lacs et étang sont présents dans la commune et de nombreux ruisseaux y transitent ou y prennent source.
Le massif du Haut Girmont est la continuation de la zone montagneuse de la Haute-Moselle située en amont du Girmont-Val-d'Ajol entre le massif d'Hérival au nord et les Vosges Saônoises au sud.
Le site du Massif vosgien, inscrit au titre de la loi du 2 mai 1930, regroupe 14 Schémas de cohérence territoriale (SCOT) qui ont tout ou partie de leur territoire sur le périmètre du Massif des Vosges.

## Urbanisme

### Typologie
Au 1er janvier 2024, Girmont-Val-d'Ajol est catégorisée commune rurale à habitat très dispersé, selon la nouvelle grille communale de densité à sept niveaux définie par l'Insee en 2022.
Elle est située hors unité urbaine. Par ailleurs la commune fait partie de l'aire d'attraction de Remiremont, dont elle est une commune de la couronne,. Cette aire, qui regroupe 12 communes, est catégorisée dans les aires de moins de 50 000 habitants,.

### Occupation des sols
L'occupation des sols de la commune, telle qu'elle ressort de la base de données européenne d’occupation biophysique des sols Corine Land Cover (CLC), est marquée par l'importance des forêts et milieux semi-naturels (62,8 % en 2018), en diminution par rapport à 1990 (63,8 %). La répartition détaillée en 2018 est la suivante : 
forêts (62,8 %), prairies (24 %), zones agricoles hétérogènes (13,2 %). L'évolution de l’occupation des sols de la commune et de ses infrastructures peut être observée sur les différentes représentations cartographiques du territoire : la carte de Cassini (XVIIIe siècle), la carte d'état-major (1820-1866) et les cartes ou photos aériennes de l'IGN pour la période actuelle (1950 à aujourd'hui).

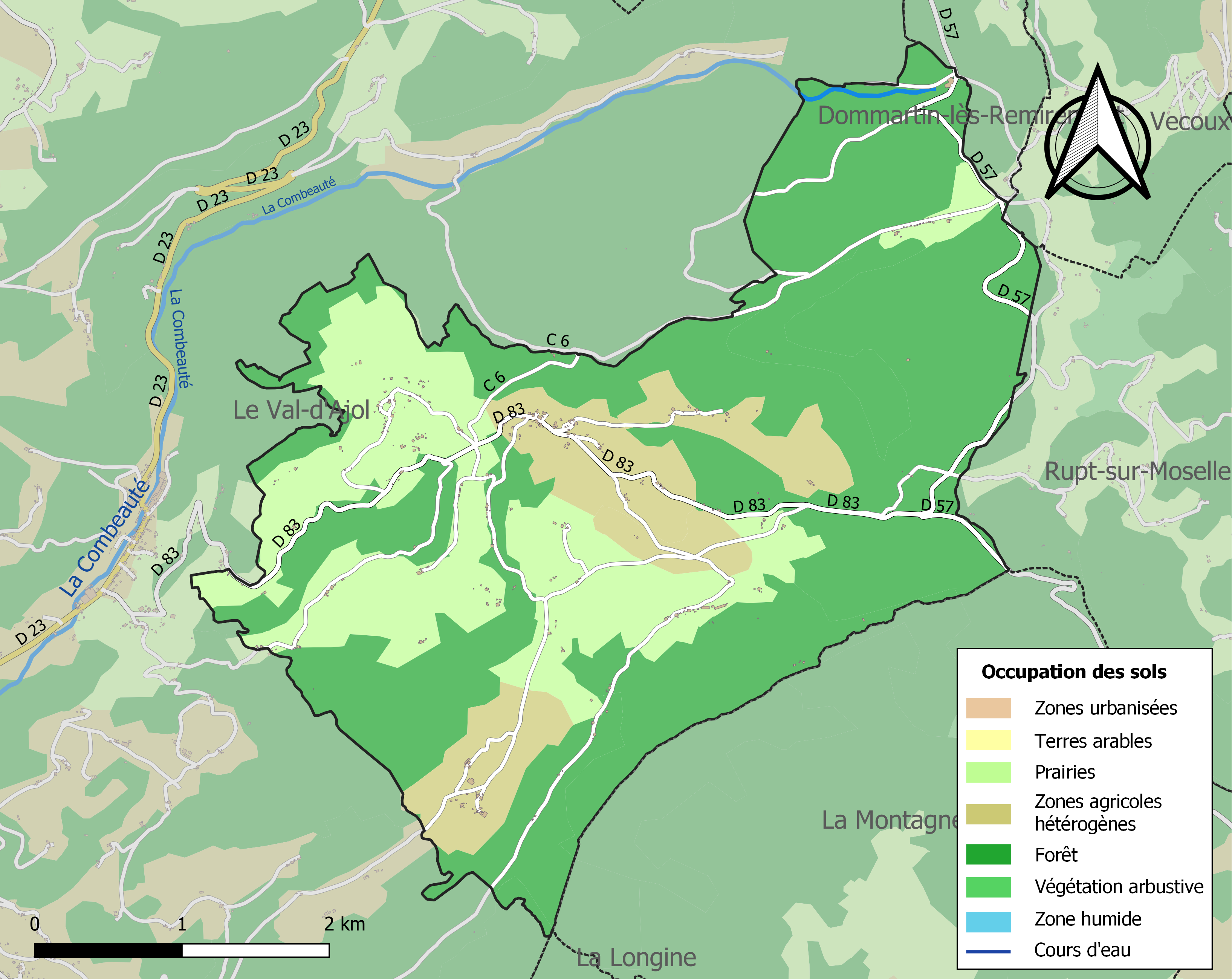
Carte des infrastructures et de l'occupation des sols de la commune en 2018 (CLC).

### Intercommunalité
Commune membre de la Communauté de communes de la Porte des Vosges Méridionales.

### Voies de communications et transports

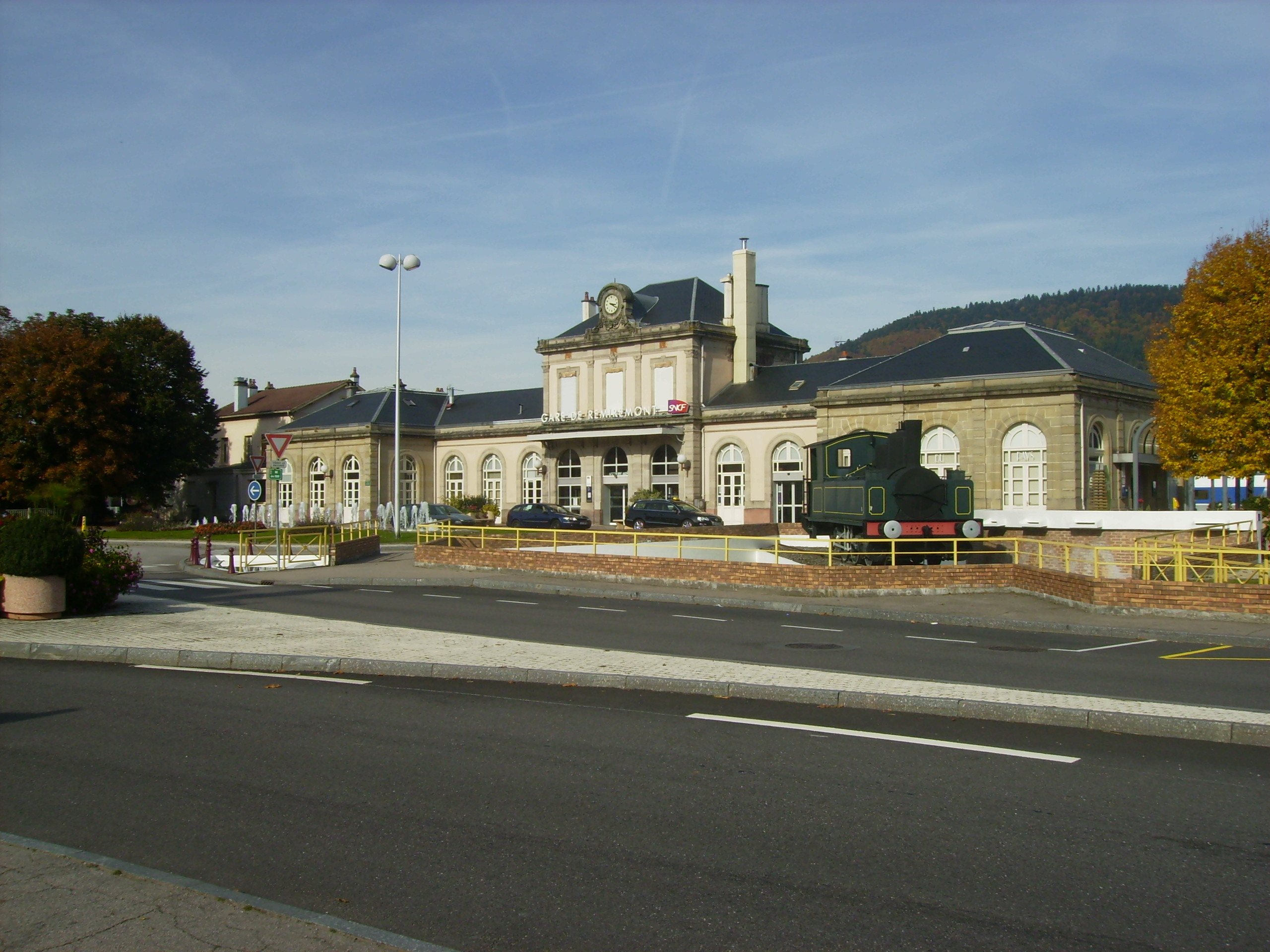
Gare routière de Remiremont. Place des Martyrs de la Résistance

#### Voies routières
Commune desservie par les routes départementales D 23 et D 57.

#### Transports en commun
- Réseau régional de transports en commun "Fluo Grand Est"[9].
- Gare routière de Remiremont[10].

### Sismicité
La commune se trouve en zone de sismicité modérée.

### Hydrographie et les eaux souterraines
Hydrogéologie et climatologie : Système d’information pour la gestion des eaux souterraines du bassin Rhin-Meuse :
Territoire communal : Occupation du sol (Corinne Land Cover); Cours d'eau (BD Carthage),
Géologie : Carte géologique; Coupes géologiques et techniques,
 Hydrogéologie : Masses d'eau souterraine; BD Lisa; Cartes piézométriques.
La commune est située pour partie dans le bassin versant du Rhin au sein du bassin Rhin-Meuse et pour partie dans le bassin versant de la Saône au sein du bassin Rhône-Méditerranée-Corse. Elle est drainée par la Combeauté, le ruisseau de Méreille, le ruisseau du Géhard, le Flaon, le ruisseau de la Houssière et le ruisseau du Saucelet,.
La Combeauté, d'une longueur totale de 37 km, prend sa source dans la commune  et se jette  dans la Semouse à Ainvelle, après avoir traversé sept communes.

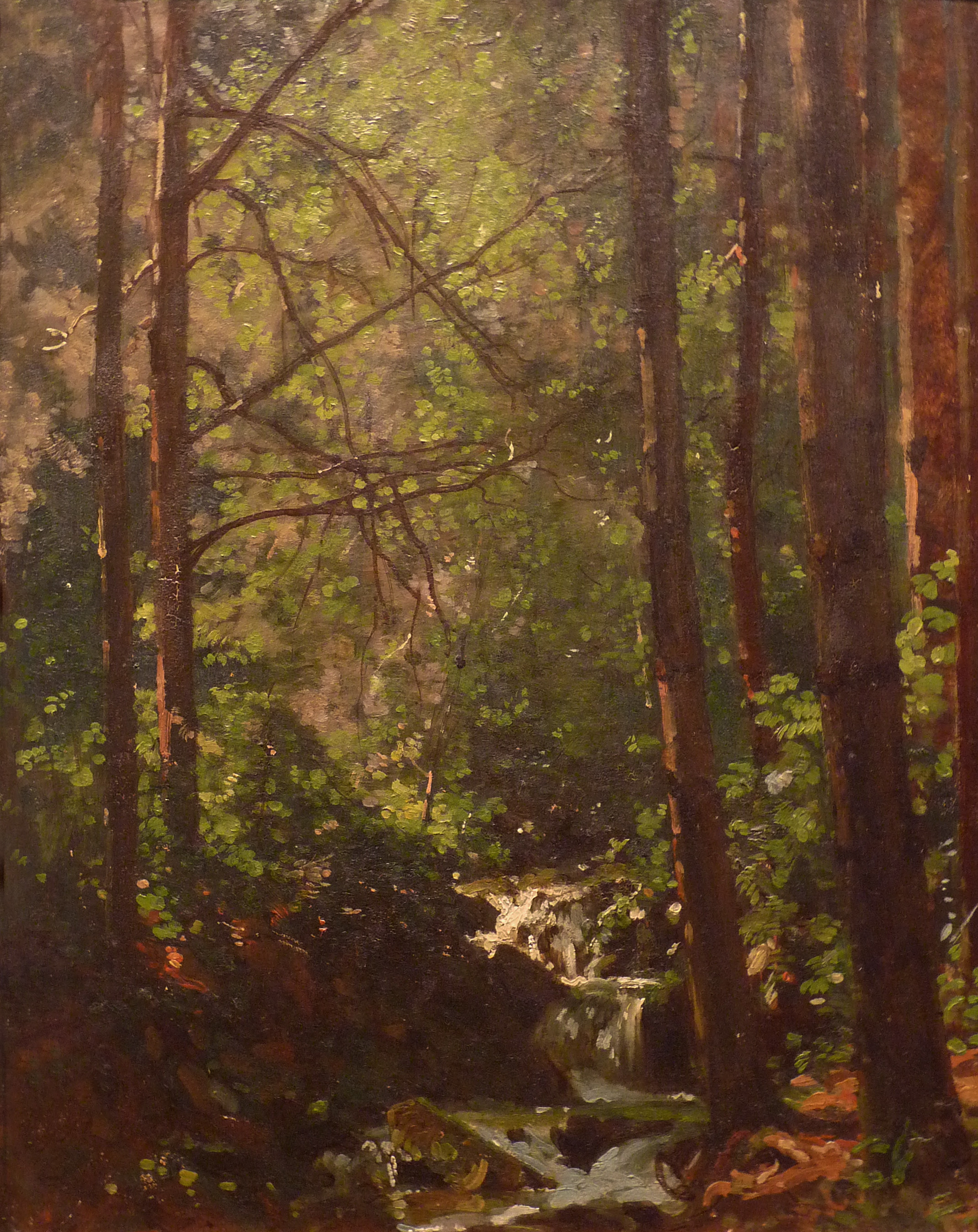
Louis Français : Cascade du Géhard, musée Charles-de-Bruyères à Remiremont.
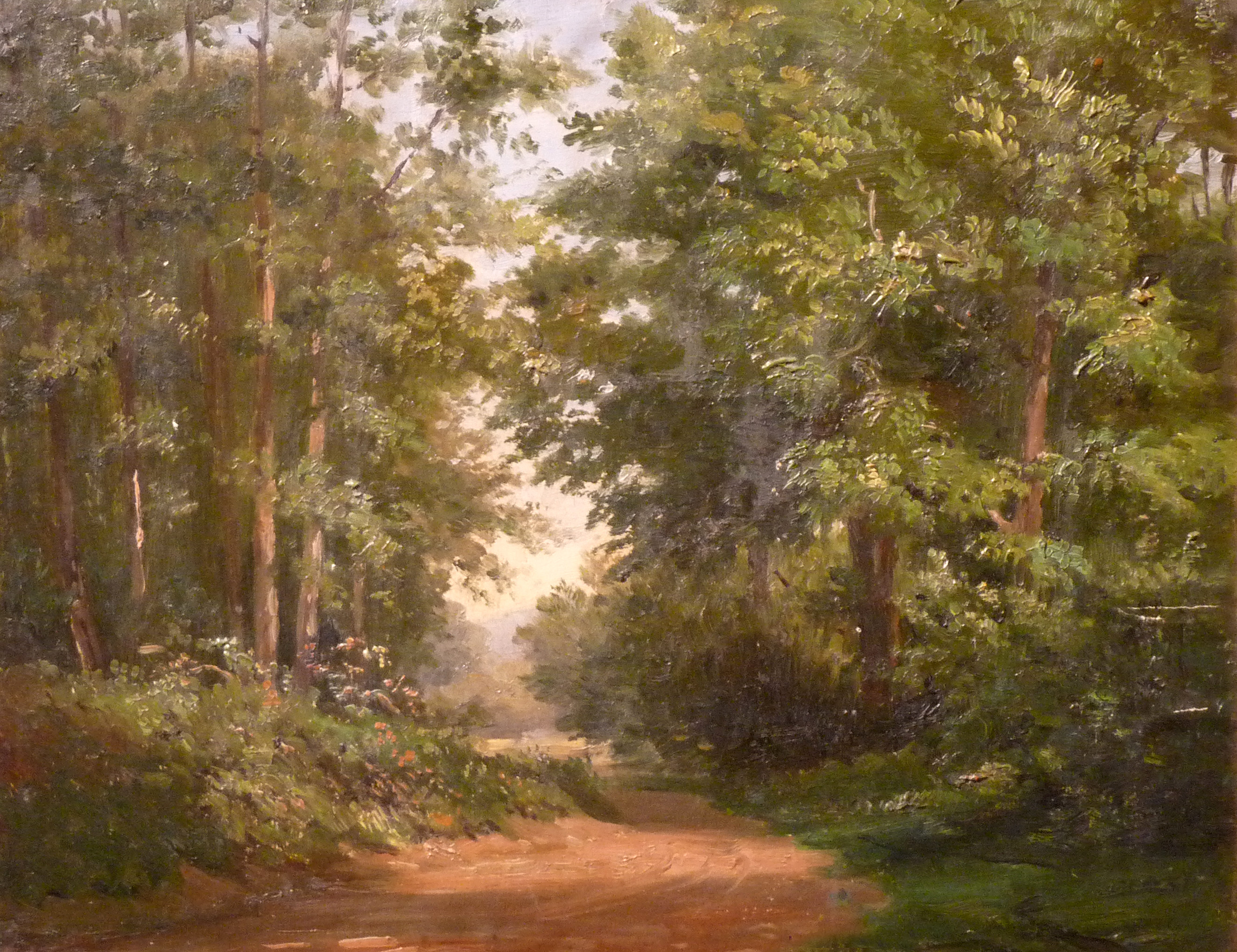
Claude Nozerine (1804-1878), Forêt du Girmont (Musée Charles de Bruyères à Remiremont).
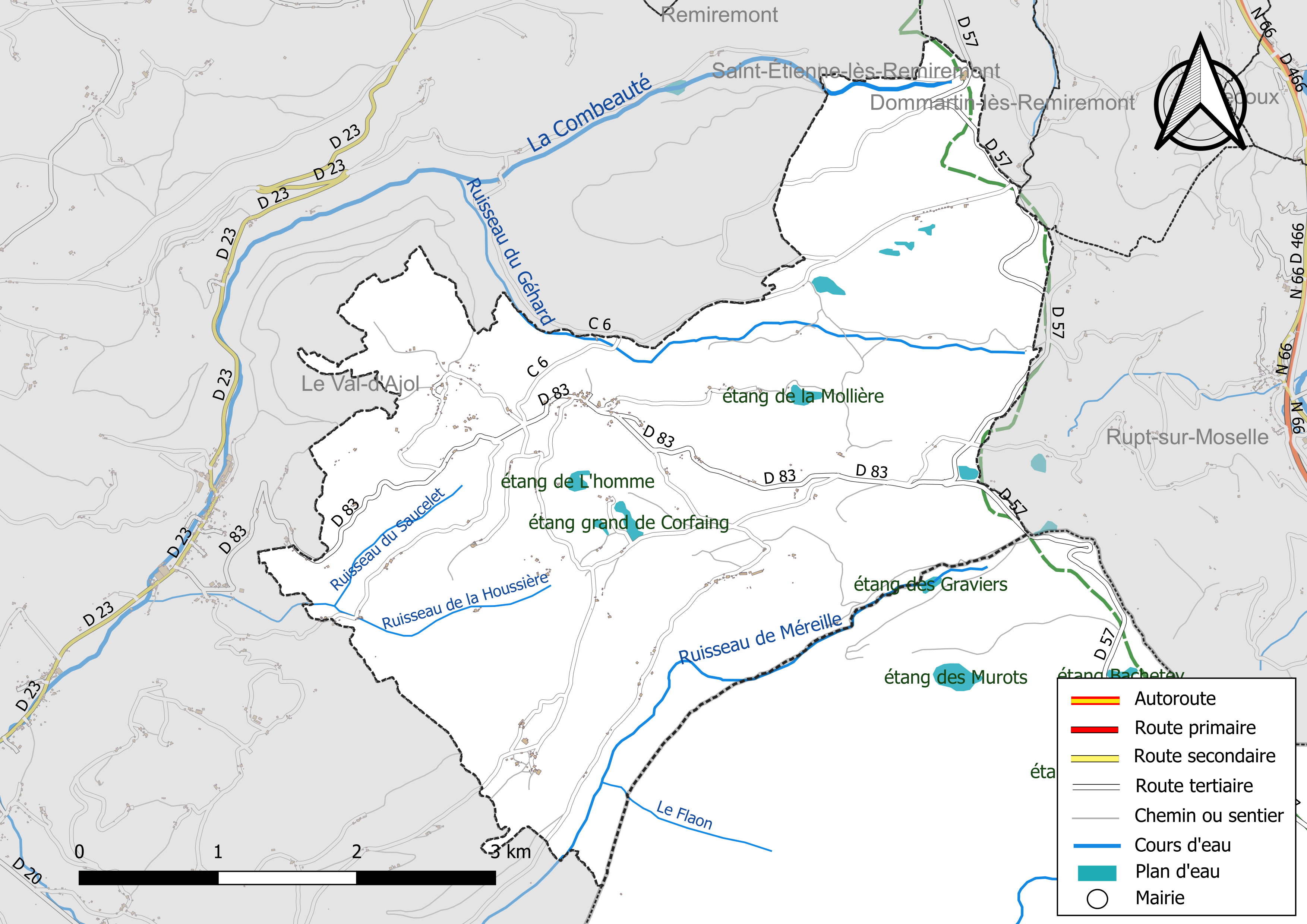
Réseaux hydrographique et routier de Girmont-Val-d'Ajol.

La qualité des eaux de baignade et des cours d’eau peut être consultée sur un site dédié géré par les agences de l’eau et l’Agence française pour la biodiversité.

### Climat
Pour des articles plus généraux, voir Climat du Grand Est et Climat des Vosges.
En 2010, le climat de la commune est de type climat de montagne, selon une étude du Centre national de la recherche scientifique s'appuyant sur une série de données couvrant la période 1971-2000. En 2020, Météo-France publie une typologie des climats de la France métropolitaine dans laquelle la commune est exposée à un climat semi-continental et est dans une zone de transition entre les régions climatiques « Lorraine, plateau de Langres, Morvan » et « Vosges ». 
Pour la période 1971-2000, la température annuelle moyenne est de 8,3 °C, avec une amplitude thermique annuelle de 16,3 °C. Le cumul annuel moyen de précipitations est de 1 540 mm, avec 14,2 jours de précipitations en janvier et 11,3 jours en juillet. Pour la période 1991-2020, la température moyenne annuelle observée sur la station météorologique de Météo-France la plus proche, « Val-d'Ajol », sur la commune du Val-d'Ajol à 7 km à vol d'oiseau, est de 10,5 °C et le cumul annuel moyen de précipitations est de 1 575,5 mm. 
La température maximale relevée sur cette station est de 40 °C, atteinte le 25 juillet 2019 ; la température minimale est de −18,5 °C, atteinte le 20 décembre 2009,,. 
Les paramètres climatiques de la commune ont été estimés pour le milieu du siècle (2041-2070) selon différents scénarios d'émission de gaz à effet de serre à partir des nouvelles projections climatiques de référence DRIAS-2020. Ils sont consultables sur un site dédié publié par Météo-France en novembre 2022.

## Toponymie
Vers l'an 1000, Girmont s'appelait Goerici-Mont ou « montagne de Goery », puis le nom de la localité est attesté sous les formes Les granges de Girmont (1590) ; Le Girmont (1656) ; Le Giremont (1749) ; Le Girmont d’Amont, Girmont d’Aval (1711).

Son nom serait un hagiotoponyme caché qui ferait référence à Goëry ou Goëri (en latin : Goericus), un évêque de Metz qui a régné de 629 à 647, ses reliques ont été transférées à Épinal (Spinalium) pour consacrer une église fondée sur un sanctuaire abbatial qui lui est dédié dès le Xe siècle.
Le Val-d'Ajol est une des communes limitrophes.
- Jacques Vaubourg, Les noms de lieux du Val d'Ajol et du Girmont-Val d'Ajol (Vosges). Répertoire alphabétique, essais d'interprétation, 3e cahier, 1992, par Mulon Marianne. Nouvelle revue d'onomastique  Année 1993  21-22  pp. 218–219

## Histoire
Hérival était sous l'Ancien Régime une communauté du bailliage de Remiremont. Érigée en commune à la Révolution, elle dépend du canton de Plombières, district puis arrondissement de Remiremont. En 1832, Hérival est rattachée à la commune du Val d'Ajol.
Par décret du 16 décembre 1869, la section d'Hérival forme, avec les sections de Girmont et de Méreille, la commune de Girmont-Val d'Ajol, à la demande des quelque huit-cents habitants de ces hameaux, souhaitant une indépendance communale et paroissiale pour des raisons d'ordre administratif et de culte.
L'église a été édifiée en 1870. L'ancienne mairie et le bâtiment "école" ont été construits à partir de 1861.

## Politique et administration

### Liste des maires
| Période                                  | Période      | Identité                  | Étiquette | Qualité             |
| ---------------------------------------- | ------------ | ------------------------- | --------- | ------------------- |
| Les données manquantes sont à compléter. |              |                           |           |                     |
|                                          |              | Joseph Couval             |           |                     |
|                                          | octobre 1970 | Léon Aubel                |           |                     |
| avant 1981                               | ?            | Robert Fresse             |           |                     |
| mars 1983                                | juin 1995    | Paul Perrin (1930-2008)   |           | Débardeur forestier |
| juin 1995                                | mai 2020     | Jean-Marie Manens (1955-) |           | Artisan électricien |
| mai 2020                                 | En cours     | Patrick Vincent           |           | Commerçant          |

### Finances locales

#### Budget et fiscalité 2022

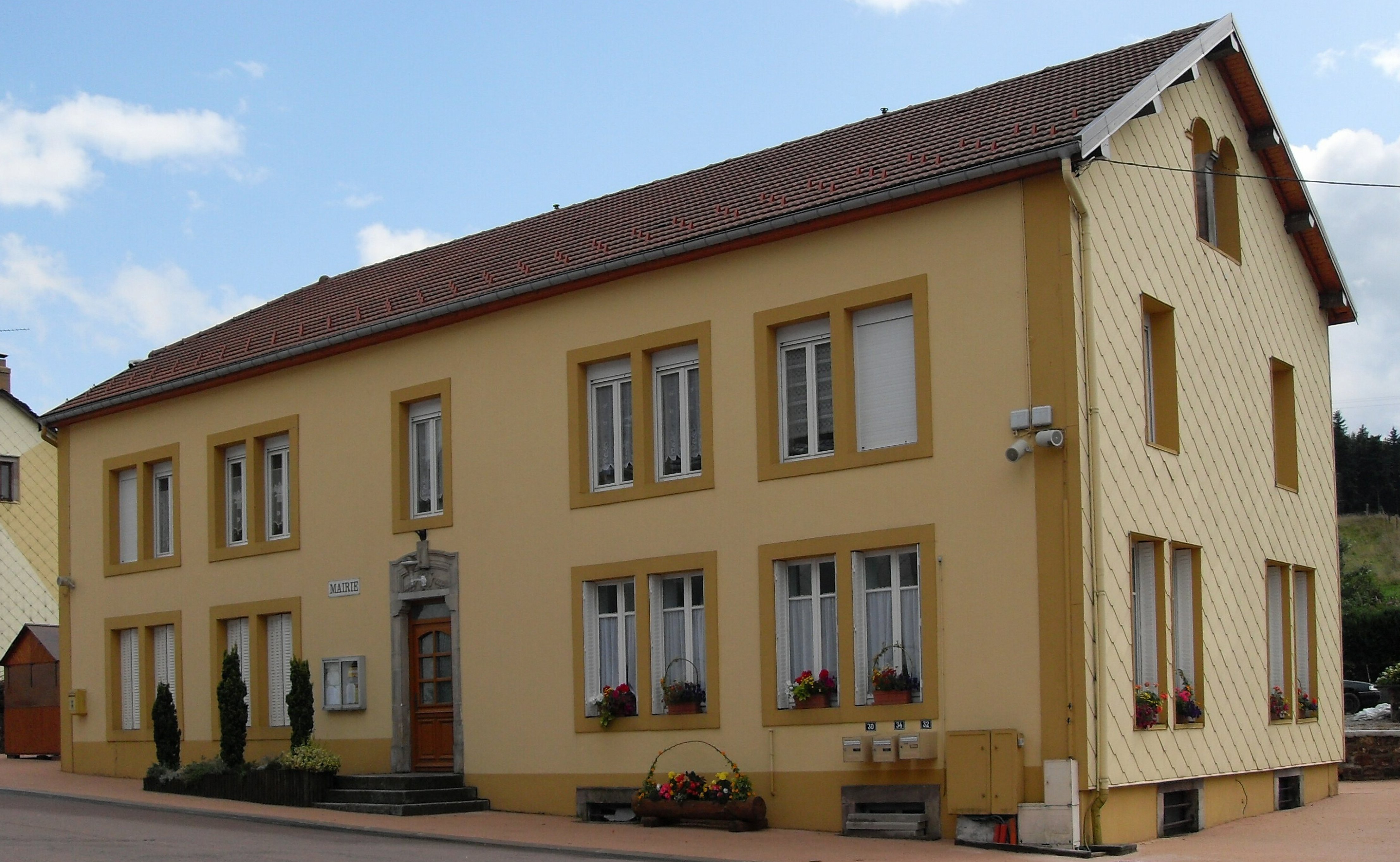
La mairie.

En 2019, le budget de la commune était constitué ainsi :
- total des produits de fonctionnement : 275 000 €, soit 1 017 € par habitant ;
- total des charges de fonctionnement : 206 000 €, soit 761 € par habitant ;
- total des ressources d’investissement : 148 000 €, soit 545 € par habitant ;
- total des emplois d’investissement : 136 000 €, soit 503 € par habitant ;
- endettement : 520 000 €, soit 1 919 € par habitant.

Avec les taux de fiscalité suivants :
- taxe d’habitation : 7,12 % ;
- taxe foncière sur les propriétés bâties : 35,18 % ;
- taxe foncière sur les propriétés non bâties : 14,71 % ;
- taxe additionnelle à la taxe foncière sur les propriétés non bâties : 16,25 % ;
- cotisation foncière des entreprises : 25,00 %.

Chiffres clés Revenus et pauvreté des ménages en 2021 : Médiane en 2021 du revenu disponible, par unité de consommation : 21 020 €.

## Population et société

### Démographie

#### Évolution démographique
L'évolution du nombre d'habitants est connue à travers les recensements de la population effectués dans la commune depuis 1876. Pour les communes de moins de 10 000 habitants, une enquête de recensement portant sur toute la population est réalisée tous les cinq ans, les populations de référence des années intermédiaires étant quant à elles estimées par interpolation ou extrapolation. Pour la commune, le premier recensement exhaustif entrant dans le cadre du nouveau dispositif a été réalisé en 2008.

En 2022, la commune comptait 256 habitants, en évolution de +4,07 % par rapport à 2016 (Vosges : −2,96 %, France hors Mayotte : +2,11 %).
| 1876 | 1881 | 1886 | 1891 | 1896 | 1901 | 1906 | 1911 | 1921 |
| ---- | ---- | ---- | ---- | ---- | ---- | ---- | ---- | ---- |
| 752  | 753  | 696  | 642  | 629  | 638  | 612  | 566  | 472  |

| 1926 | 1931 | 1936 | 1946 | 1954 | 1962 | 1968 | 1975 | 1982 |
| ---- | ---- | ---- | ---- | ---- | ---- | ---- | ---- | ---- |
| 459  | 432  | 452  | 416  | 390  | 368  | 335  | 295  | 268  |

| 1990 | 1999 | 2006 | 2008 | 2013 | 2018 | 2022 | - | - |
| ---- | ---- | ---- | ---- | ---- | ---- | ---- | - | - |
| 242  | 273  | 245  | 237  | 236  | 257  | 256  | - | - |

### Enseignement
Établissements d'enseignements :
- École Alternative associative hors contrat "Les jeunes Pouss" pour les enfants de 3 a 11 ans au centre du village
- Écoles maternelles et primaires au Val d'Ajol
- Collège à Plombières les Bains
- Lycées à Remiremont.

### Santé
Professionnels et établissements de santé :
- Médecins au Val d'Ajol[34],
- Centre hospitalier de Remiremont[35].

### Cultes
- Culte catholique, Paroisse Notre-Dame-de-Combeauté, Diocèse de Saint-Dié[36].

### Manifestations culturelles et festivités
- Salon du commerce et de l'artisanat intercommunal.
- Sorties guidées « à la brune nuit » chaque mercredi d'été du 9 juillet à fin août.
- Marché d'été, gourmand et artisanal en nocturne, chaque vendredi de fin juin à fin août.
- Fête du vieux matériel agricole et vide-grenier : 3e week-end de mai.
- Marche populaire internationale nocturne, le 22e samedi de chaque année. Plus de mille participants.
- Fête de la Saint-Jean (remise en cause depuis la sécheresse,
- Grands feux d'artifice fin juillet début août.
- Vide-garage en septembre.

## Économie

### Secteur secondaire
L'artisanat est encore présent, avec :
- des vanniers ;
- des brodeuses sur filets ;
- des fileurs de laine, au tour ou au rouet ;
- des faucheurs à la faux ;
- On cuit le pain à la ferme, là où il y a encore un four ;
- On y parle toujours le patois, une association tente de préserver ce patrimoine linguistique ;
- Présence de l'épinette des Vosges

### Secteur tertiaire
Il y a quelques commerces :
- un héliciculteur;
- un brasseur;
- * une entreprise de rénovation ;
- une activité de maraîchage ;
- un jardin expérimental vivrier ;
- quatre points de restauration ;
- une guinguette ;
- de nombreux gites de France, chambres d'hôtes, et autres ;
- des sites d'hébergement avec piscine ;
- des chalets ;
- une boulangerie « pain de campagne » ;
- deux producteurs de petits fruits ;
- un producteur de plaquettes ;
- une dizaine d'exploitations agricoles ;
- un traiteur ;
- 2 élevages d'ovins
- un élevage canin

## Culture locale et patrimoine

### Lieux et monuments

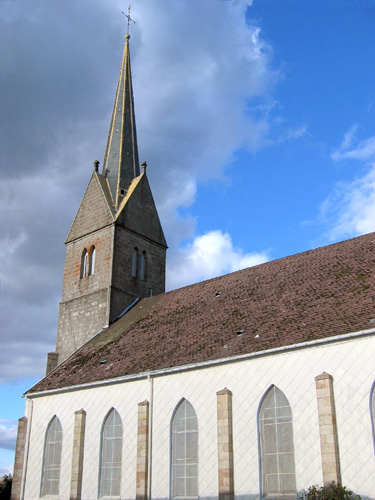
Église de l'Immaculée-Conception.
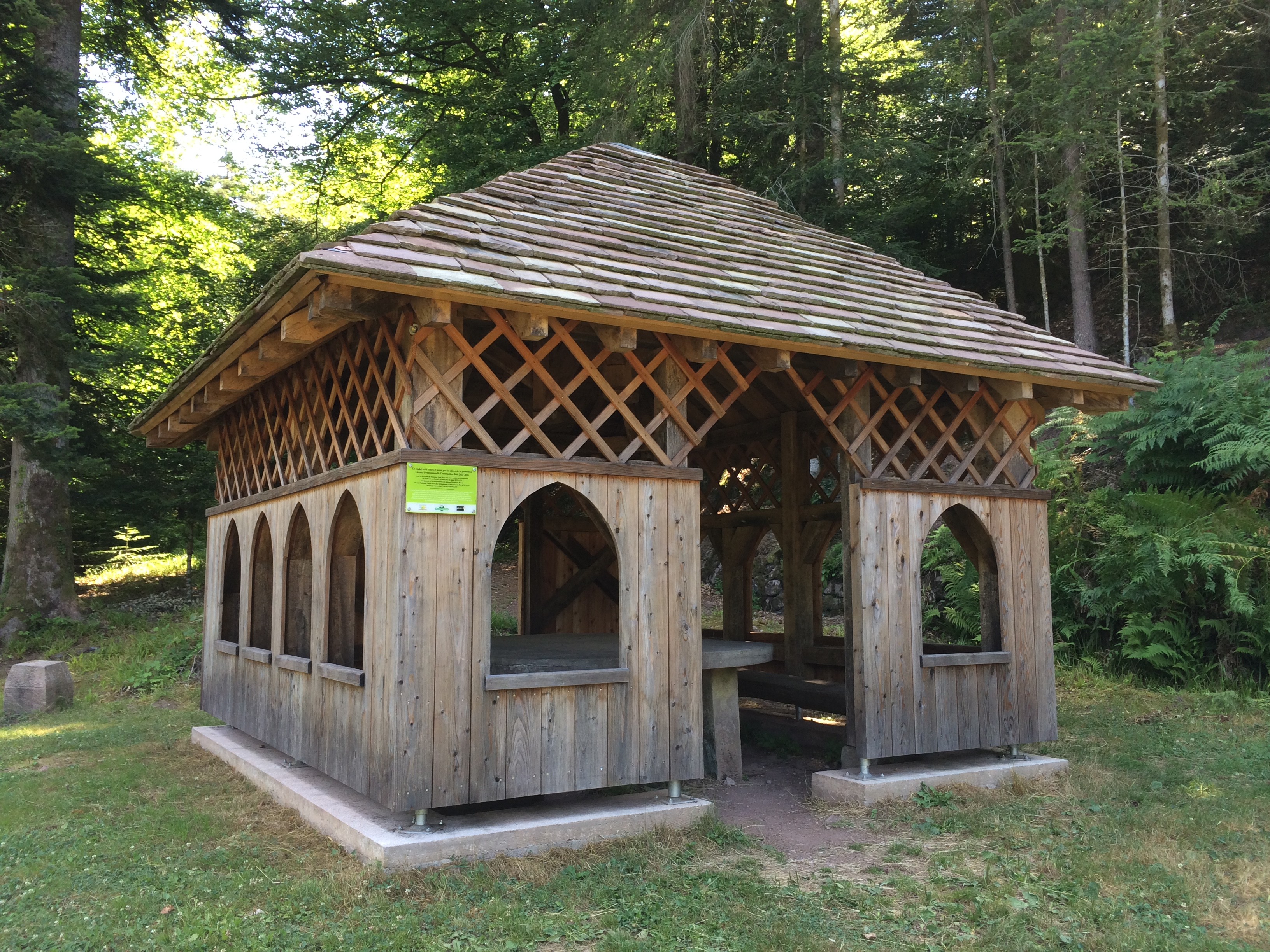
Rénové en 2016, le Chalet de l'empereur au lieu-dit du Breuil.
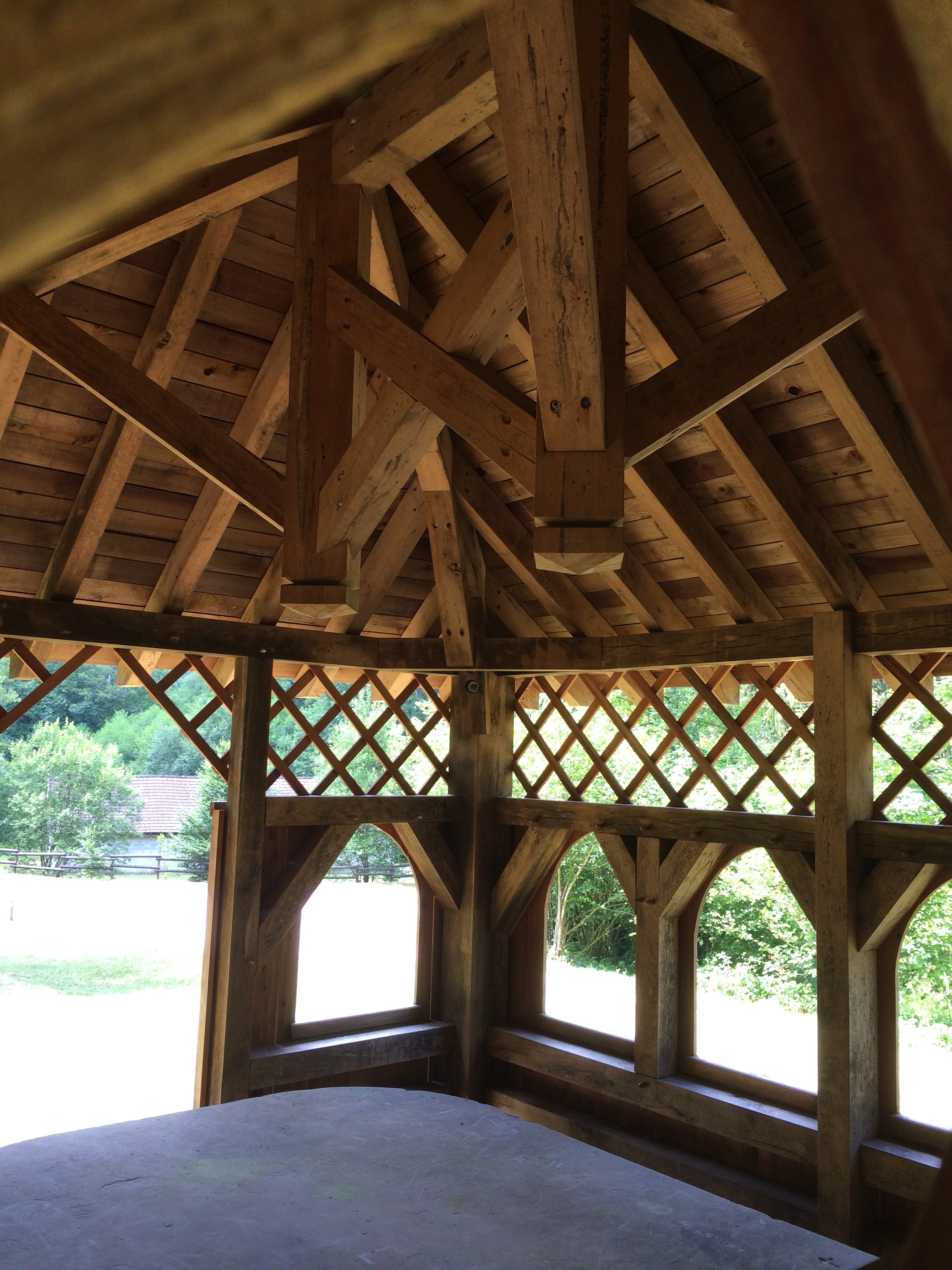
Vue de la charpente intérieure du Chalet de l'empereur.
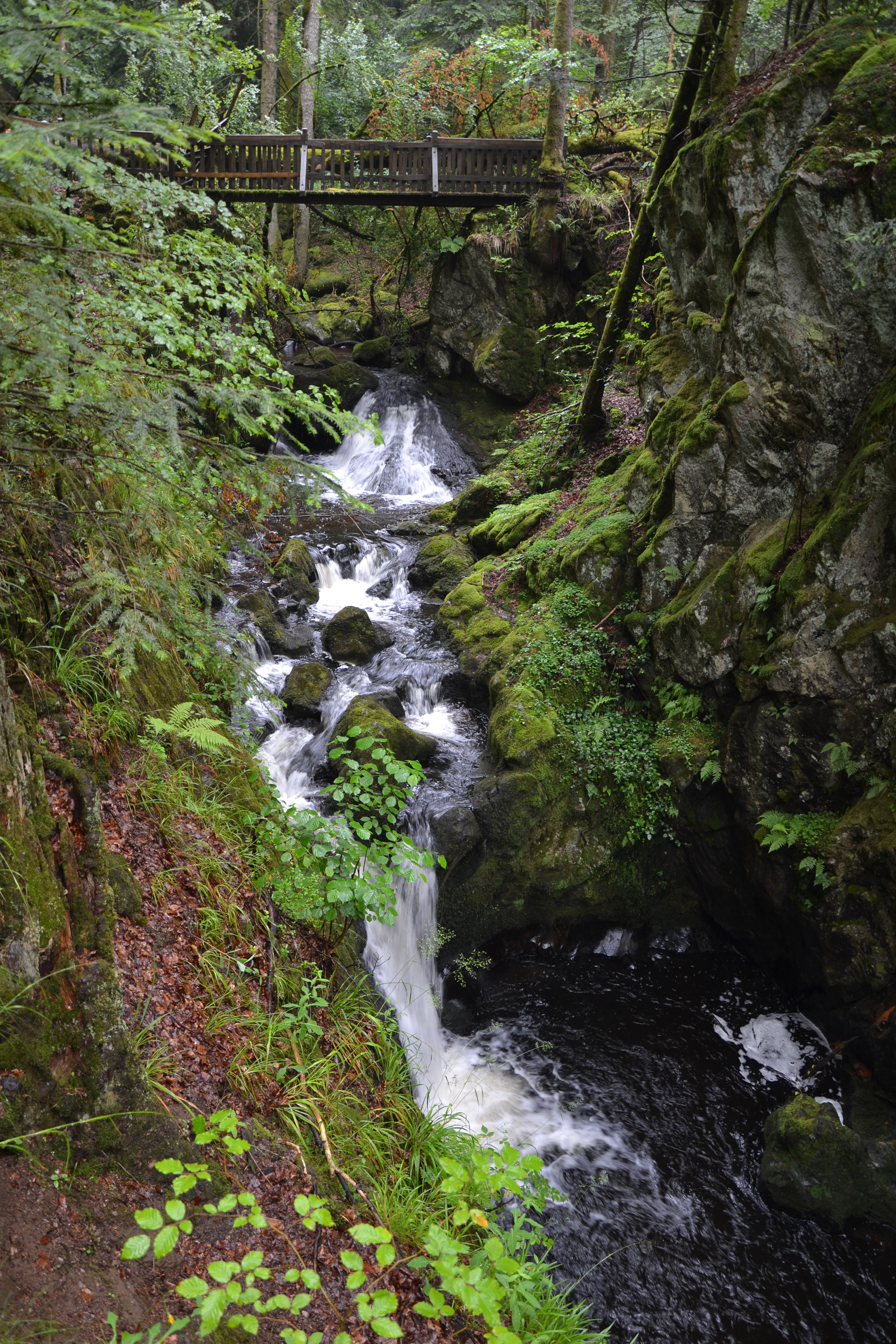
Cascade du Géhard.

- Dans l'ex-paroisse du Girmont, aujourd'hui devenue l'unique paroisse Notre-Dame de Combeauté :[37] :
  - le Prieuré d'Hérival ;
  - le domaine monastique (Glacière, Roche Fendue, Trou du Vent, vieilles abbayes) ;
  - Au Breuil : Chalet de l'Empereur[38], rénové en 2016[39].

Sur le territoire propre :
- l'église de l'Immaculée Conception[40], son orgue de série "Unit Major" neuf[41],[42] et ses jolis vitraux[43] ;
  - le monument de reconnaissance au Christ Roi, érigé à l'initiative de l'abbé Alexandre[44],[45] ;
- la Grotte de Lourdes[46],[47] ;
- la Pierre des Suédois au Haut de l'A[48] ;
- la chapelle du Desseroux, à la Molière d'Amont ;
- vingt-trois croix[49],[50].
- le cimetière communal[51] et le cimetière des Pestiférés[52] ;
  - Le Chalet de l'Impératrice[53] ;
  - la pierre du tonnerre ;
  - le moulin à eau du Géhard ou du Chat-Noir[54],[55] ; Le moulin minoterie[56] ;
  - la cascade du Géhard[57] ;
  - de nombreuses fontaines.

### Héraldique
- Blason de Girmont-Val-d’Ajol[58],[59].

## Pour approfondir